# 2004年カタール・エクソンモービル・オープン
2004年カタール・エクソンモービル・オープン (2004 Qatar ExxonMobil Open)は、2004年1月5日から1月11日にかけてカタール・ドーハのハリファ国際テニス競技場 にて開催されたATPツアーインターナショナル・シリーズ大会である。

## 優勝

### 男子シングルス
ニコラ・エスクード defeated  イワン・リュビチッチ 6-3, 7-6(4)
- エスクードがシーズン1度目、ツアー通算4度目のシングルスタイトルを獲得した。

### 男子ダブルス
マルティン・ダム /  シリル・スーク defeated  ステファン・クーベック /  アンディ・ロディック 6-2, 6-4
- ダムがシーズン1度目、ツアー通算25度目のダブルスタイトルを、 スークがシーズン1度目、ツアー通算28度目のダブルスタイトルを獲得した。